# Phryssonotus capensis
Phryssonotus capensis är en mångfotingart som först beskrevs av Filippo Silvestri 1923.  Phryssonotus capensis ingår i släktet Phryssonotus och familjen Synxenidae. Inga underarter finns listade i Catalogue of Life.